# Fernand Dineur
Fernand Dineur (Anderlecht, 17 mei 1904 - 1956), was een Belgisch stripauteur, die vooral bekend is als bedenker van de detectivestrip Baard en Kale. 

## Carrière
Fernand Dineur werkte in de jaren 1920 als regeringsambtenaar in Belgisch Congo. Terug in België werd hij vertegenwoordiger voor een biermerk alvorens een carrière als tekenaar te beginnen. Hij creëerde zijn strip Baard en Kale die op 21 april 1938 verscheen in het eerste nummer van het tijdschrift Robbedoes / Spirou. Aanvankelijk verzorgde Dineur scenario en tekeningen maar vanaf 1949 nam Will het tekenen over. In 1951 stopte Dineur met het schrijven van scenario's voor deze stripreeks.
Dineur tekende ook andere strips, zoals Le baron Louf voor het tijdschrift Sans Blague, dat hij zelf had opgestart. Hij tekende ook strips in een meer realistische stijl, zoals Souvenirs d'Afrique en Crochet du boucher. Naast strips tekende Dineur ook illustraties, zoals spelpagina's, voor verschillende tijdschriften.
- Bibliothèque nationale de France: cb11900221c (data)
- Gemeinsame Normdatei: 1126515167
- International Standard Name Identifier: 0000 0000 0004 5699
- Nederlandse Thesaurus van Auteursnamen: 069196109
- Virtual International Authority File: 54146877
- WorldCat: E39PBJf8rYtF9jDGJHVxYFy8G3